# Athetis cryptisirias
Athetis cryptisirias là một loài bướm đêm trong họ Noctuidae.